# Port lotniczy Treviso
Port lotniczy Treviso (IATA: TSF, ICAO: LIPH) – port lotniczy położony 3 km na południowy zachód od Treviso i 20 km od Wenecji, w regionie Wenecja Euganejska, we Włoszech. Funkcjonuje również pod nazwą Wenecja-Treviso. W 2007 otwarto nowy terminal nadając imię Antonia Canovy.
Lotnisko posiada dwa parkingi. Jednym z nich jest długoterminowy parking, 200 m od lotniska (350 miejsc), a drugi to krótkoterminowy parking (60 miejsc).
W 2012 obsłużył 2,3 mln pasażerów.

## Linie lotnicze i połączenia
| Linia Lotnicza | Kierunek |
| -------------- | --- |
| Ryanair        | 1. Alicante 2. Paryż-Beauvais 3. Berlin 4. Billund 5. Bukareszt 6. Budapeszt 7. Bruksela-Charleroi 8. Cork (do 30 marca 2024) 9. Eindhoven 10. Gdańsk 11. Frankfurt-Hahn 12. Kraków 13. Londyn-Luton 14. Madryt 15. Malaga 16. Malta 17. Marrakesz 18. Marsylia 19. Palma de Mallorca 20. Porto 21. Poznań 22. Praga 23. Ryga 24. Santander 25. Sewilla 26. Sofia 27. Tallinn 28. Tel Awiw 29. Teneryfa-Południe 30. Saloniki 31. Tirana 32. Trapani 33. Walencja 34. Wiedeń 35. Wilno 36. Warszawa-Modlin 37. Wrocław 38. Saragossa Sezonowo: 1. Amman 2. Chania 3. Korfu 4. Crotone (od 2 kwietnia 2024) 5. Gran Canaria 6. Ibiza 7. Kos 8. Menorka 9. Pafos 10. Tuluza |
| Wizz Air       | 1. Bukareszt 2. Skopje 3. Tirana Sezonowo: 1. Timișoara |